# Киевский ветеринарно-зоотехнический институт
Киевский ветеринарно-зоотехнический институт — высшее учебное заведение в Киеве, существовало с 1921 года по 1930 год . Институт готовил специалистов по животноводству и ветеринарии. Был выделен из Киевского политехнического института.

## История
Идея создания ветеринарного института в Киеве родилась в 1918 году во время работы правительства гетмана Скоропадского. Киевское общество ветеринарных врачей заслушало доклад профессора Пучковского о возможной организации института, а Министерство народного образования подготовило проект постановления о создании такого института. Однако никаких действий далее не произошло.
После прихода советской власти в 1920 году основная инициатива по созданию института исходила от начальника Ветеринарного управления Киевского военного округа Василия Стеллецкого и старшего ветврача Антона Скороходько.
Параллельно в Киевском политехническом институте (тогда — Киевский народный университет — Политехникум) была создана комиссия для организации ветеринарного факультета вуза в составе профессора Василия Устьянцева, ветеринарного врача Быка, профессора Алексея Кронтовского, профессора Евгения Вотчала, ассистента Александра Табенцкого.
Ветеринарный факультет при КПИ была организована 27 сентября 1920 года по решению Управления высшими школами. Деканом факультета был назначен профессор Владимир Линдеман.  В ноябре 1920 года на первый курс было принято 46 студентов.
11 сентября 1921 года был создан Киевский ветеринарно-зоотехнический институт под руководством ректора Линдемана.
С 7 октября 1921 года, согласно решению Губпрофобразования, институт считается самостоятельной административно-финансово-хозяйственной единицей, которая отделена от Политехники. На этот момент Киевский ветеринарно-зоотехнический институт имеет два факультета: ветеринарный и зоотехнический (сейчас - факультет животноводства и водных биоресурсов НУБиП Украины) 
Осенью 1924 года в институте обучалось 444 студента, в том числе 159 человек на зоотехническом факультете.
В 1930 году институт просуществовавший 9 лет был разделен на Киевский ветеринарный институт, который в дальнейшем в 1957 году был присоединен к Украинской сельскохозяйственной академии, и Киевский зоотехнический институт который в 1934 году перевели в Днепропетровск (сейчас в составе Днепропетровского государственного аграрно-экономического университета).

## Ректоры
- Линдеман Владимир Карлович (1921—1922)
- Омельченко Фёдор Захарович (1922—1924)
- Скороходько Антон Каленикович (1924—1926)
- Стрельчук (1926), возможно, исполнял обязанности
- Любченко Андрей Петрович (1926—1930)

## Профессоры
- Фомин Александр Васильевич
- Колкунов Владимир Владимирович
- Леонтович Александр Васильевич
- Кучеренко Павел Александрович
- Калкатин Дмитрий Елисеевич
- Стеллецкий Василий Иванович
- Дуброва Сергей Павлович
- Клодницкий Иван Иванович[7]
- Букраба Владислав Владиславович
- Устьянцев Василий Павлович